# Asilhanet
Asilhanet (en francès, Azillanet) és un municipi occità del Llenguadoc, a la regió d'Occitània, en el departament de l'Erau.